# Вооружённые силы Кот-д’Ивуара
Вооружённые силы Кот-д’Ивуара (фр. Force Republicaines de Cote d'Ivoire) — военная организация Кот-д’Ивуара, предназначенная для обороны Республики, защиты свободы и независимости Кот-д’Ивуара, одно из важнейших орудий политической власти. Национальные Вооруженные силы Кот-д’Ивуара, затем после гражданской войны — FNCI (фр. от Forces Nouvelles de Côte d'Ivoire), а в настоящее время снова вернулась аббревиатура FANCI

## Общие сведения
| Вооружённые силы Кот-д’Ивуара                                   | Вооружённые силы Кот-д’Ивуара |
| --------------------------------------------------------------- | --- |
| Виды вооружённых сил:                                           | Сухопутные войска Морские силы Военно-воздушные силы |
| Призывной возраст и порядок комплектования:                     | Вооружённые силы Кот-д’Ивуара комплектуются на призывной и контрактной основе лицами мужского и женского пола, призывной возраст с 18 до 25 лет; возможно добровольное прохождение контрактной службы для бывших боевиков, возраст от 22 до 29 лет. |
| Человеческие ресурсы, доступные для воинской службы:            | мужчины в возрасте 16-49: 5 247 522 женщины в возрасте 16-49: 5 047 901 (2010, оценочно) |
| Человеческие ресурсы, пригодные для воинской службы:            | мужчины в возрасте 16-49: 3 360 087 женщины в возрасте 16-49: 3 196 033 (2010, оценочно) |
| Человеческие ресурсы, ежегодно достигающие призывного возраста: | мужчины: 247 011 женщины:242 958 (2010, оценочно) |
| Военные расходы — процент от ВВП:                               | 1.5 % (2009) 95-е место в мире |